# (6745) Nishiyama
(6745) Nishiyama (1994 JD1) – planetoida z pasa głównego asteroid okrążająca Słońce w ciągu 3,33 lat w średniej odległości 2,23 j.a. Odkryta 7 maja 1994 roku.